# Kyšice (okres Kladno)
Kyšice jsou obec v okrese Kladno ve Středočeském kraji. Leží zhruba dva kilometry západně od Unhoště a šest kilometrů jižně od Kladna. Žije zde 611 obyvatel.

## Historie
O nálezech předhistorických není známo.
Obec byla založena při tvrzi, která zde stála již v polovině 13. století. První písemná zmínka o zemanské obci Kyšice pochází z roku 1316 v souvislosti s Divišem z Kyšic. Roku 1318 je připomínán Heřman, roku 1331 Zdeslav a Buzek z Kyšic. Koncem 14. století byli vlastníky páni z Braškova. V roce 1412 obec koupil Jan Kladenský z Kladna. Počátkem 16. století se novým vlastníkem Kyšic stal Zikmund Léva z Brozánek, po kterém následovali Jan Hrzek ze Mšena, Václav z Chvojence aj. V roce 1557 koupil tvrz se vsí a příslušenstvím Jiří Žďárský za Žďáru a vše připojil ke svému panství v Červeném Újezdě. V roce 1688 připadla obec hraběnce Terezii Eleonoře, vdově po španělském generálovi, hraběti z Ugarte, která ji v roce 1690 prodala své sestře Johanně Barbaře hraběnce z Caretto-Millesima. V roce 1697 pak celé červenoújezdské panství koupil Karel Jáchym hrabě z Bredy, který ho začlenil do nově vytvořeného tachlovického panství, ke kterému pak Kyšice patřily až do 19. století.
V obci Kyšice (614 obyvatel) byly v roce 1932 evidovány tyto živnosti a obchody: autodoprava, elektrotechnický závod, 2 hostince, kovář, 2 krejčí, obchod s mlékem, pila, 2 řezníci, 8 obchodů se smíšeným zbožím, spořitelní a záložní spolek pro Kyšice, stavební hmoty, tesařský mistr, 2 trafiky, státní velkostatek, vetešník, zahradník.

## Obyvatelstvo
| Rok            | 1869 | 1880 | 1890 | 1900 | 1910 | 1921 | 1930 | 1950 | 1961 | 1970 | 1980 | 1991 | 2001 | 2011 | 2021 |
| -------------- | ---- | ---- | ---- | ---- | ---- | ---- | ---- | ---- | ---- | ---- | ---- | ---- | ---- | ---- | ---- |
| Počet obyvatel | 435  | 474  | 508  | 598  | 639  | 541  | 614  | 575  | 579  | 528  | 520  | 488  | 558  | 591  | 622  |
| Počet domů     | 56   | 62   | 64   | 78   | 87   | 90   | 128  | 157  | 154  | 150  | 160  | 181  | 196  | 207  | 223  |

## Obecní správa

### Územněsprávní začlenění
Dějiny územněsprávního začleňování zahrnují období od roku 1850 do současnosti. V chronologickém přehledu je uvedena územně administrativní příslušnost obce v roce, kdy ke změně došlo:
- 1850 země česká, kraj Praha, politický okres Smíchov, soudní okres Unhošť[8]
- 1855 země česká, kraj Praha, soudní okres Unhošť[8]
- 1868 země česká, politický okres Smíchov, soudní okres Unhošť[8]
- 1893 země česká, politický okres Kladno, soudní okres Unhošť[9]
- 1939 země česká, Oberlandrat Kladno, politický okres Kladno, soudní okres Unhošť[10]
- 1942 země česká, Oberlandrat Praha, politický okres Kladno, soudní okres Unhošť[11]
- 1945 země česká, správní okres Kladno, soudní okres Unhošť[12]
- 1949 Pražský kraj, okres Kladno[13]
- 1960 Středočeský kraj, okres Kladno[14]

### Obecní symboly
Znak a vlajka byly obci uděleny rozhodnutím předsedy Poslanecké sněmovny Parlamentu České republiky dne 19. listopadu 2009.

## Doprava
- Silniční doprava – Obcí vede silnice II/118 v úseku Beroun–Kladno. Okrajem území obce prochází silnice II/201 v úseku Křivoklát – Zbečno – Kyšice – Unhošť – Jeneč.
- Železniční doprava – Železniční trať ani stanice na území obce nejsou. Nejblíže obci jsou železniční stanice Kladno a Unhošť ve vzdálenosti čtyři kilometry ležící na trati 120 z Prahy do Rakovníka.
- Autobusová doprava – V obci se nachází jedna autobusová zastávky (Kyšice), ve které od prosince 2019 zastavují dvě autobusové linky:[16]
  - linka 365 (Stochov,Náměstí – Velká Dobrá – Unhošť,Nám. – Praha,Motol),
  - linka 630 (Kladno,Aut.Nádr. – Pletený Újezd – Braškov – Unhošť,Nám. – Malé Kyšice – Chyňava – Železná – Beroun)

## Společnost
V obci působí kosmetická firma Ryor a také výrobna limonád a minerálek Veseta.

## Pamětihodnosti
- Dominantou obce je kaplička svatého Floriána, postavená ze sbírky občanů v roce 1863.
- Kříž na pískovcovém podstavci z roku 1888
- Ze sbírky a darů občanů byla též postavena v letech 1924–1925 sokolovna, která se stala po dlouhou dobu centrem kulturního dění v obci.
- Přírodní památka Kyšice – Kobyla chránící lokalitu s výskytem silně ohroženého čolka velkého
- Památné stromy:
  - Lípa v Kyšicích, lípa malolistá na severním okraji obce, v zahradě po pravé straně hlavní silnice směrem na Kladno
  - Javory v Kyšicích, trojice javorů stříbrných na severozápadním břehu rybníka Parkán při jižním okraji Kyšic
  - Muk „Na kocourku“, solitérní jeřáb muk v poli zhruba 900 metrů jihovýchodně od vesnice

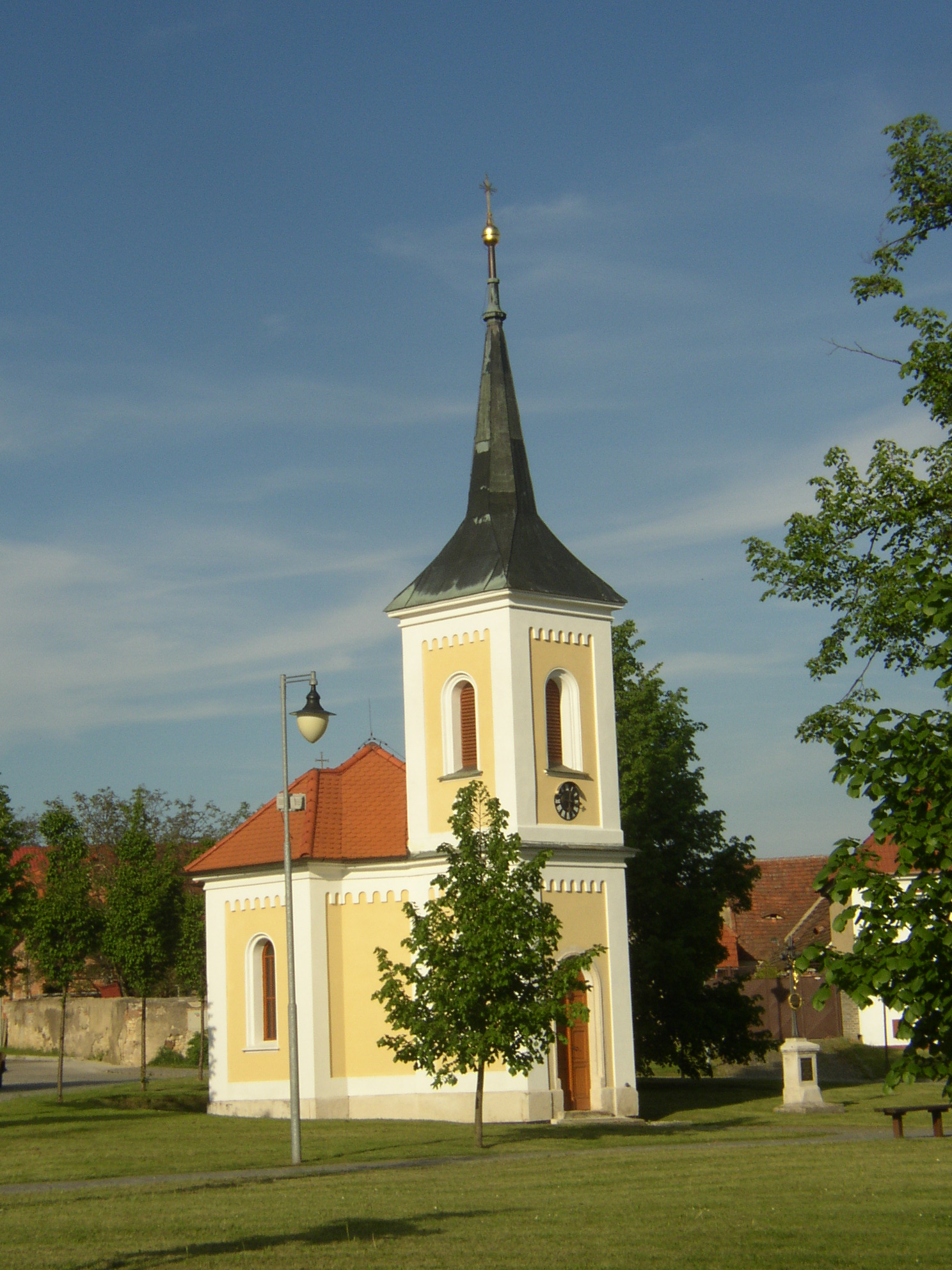
Kaple svatého Floriána
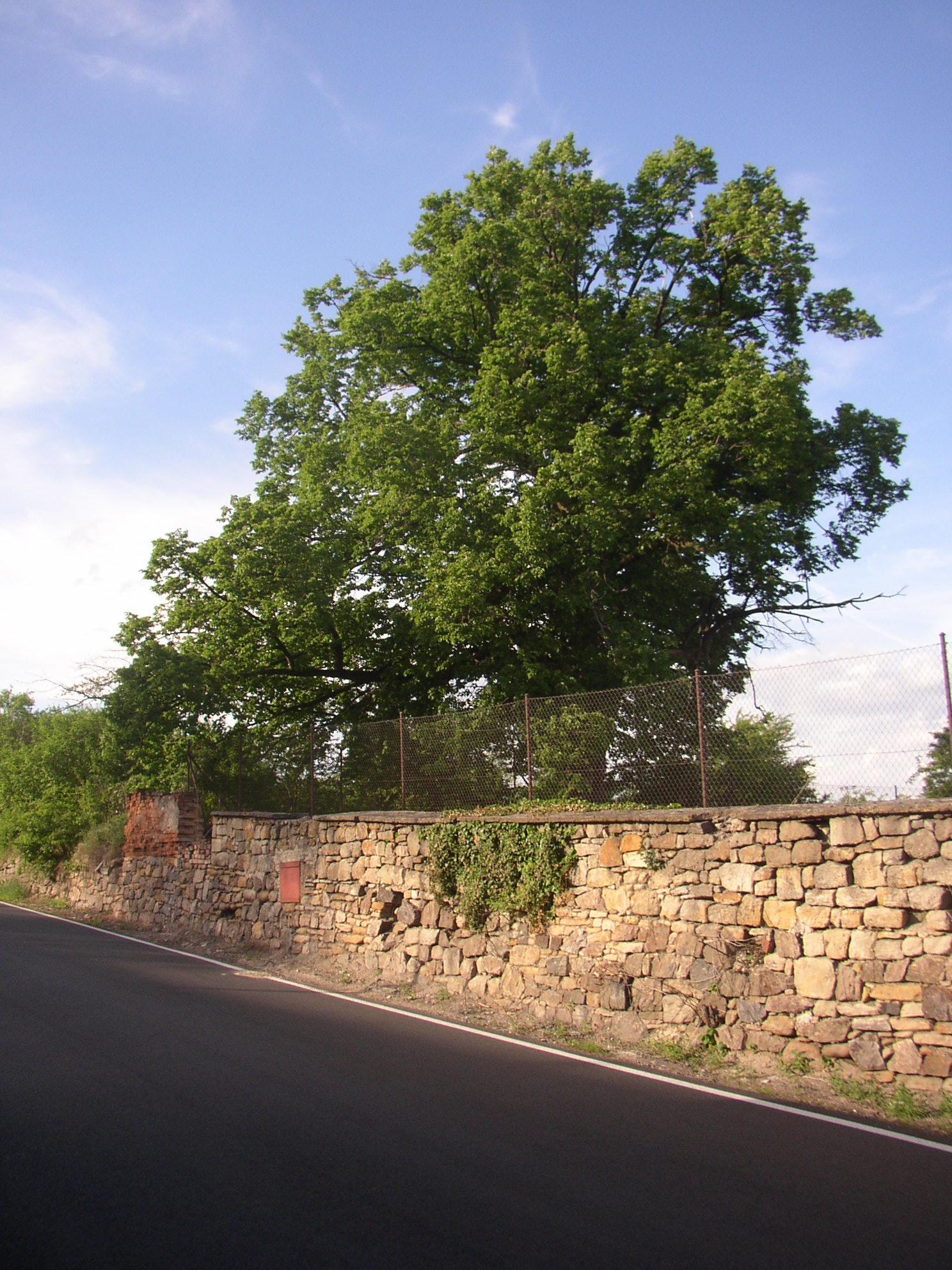
Lípa v Kyšicích
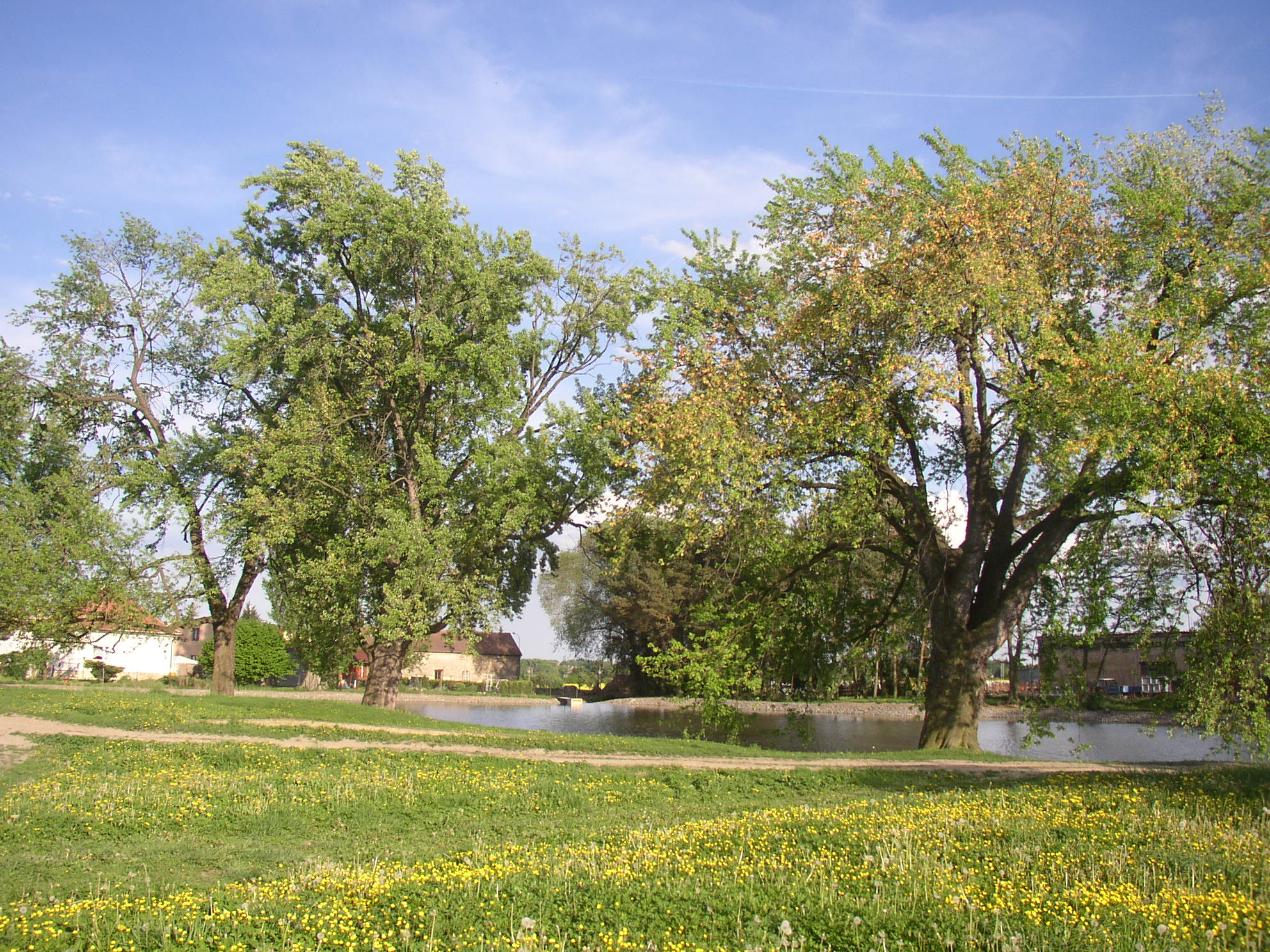
Javory v Kyšicích
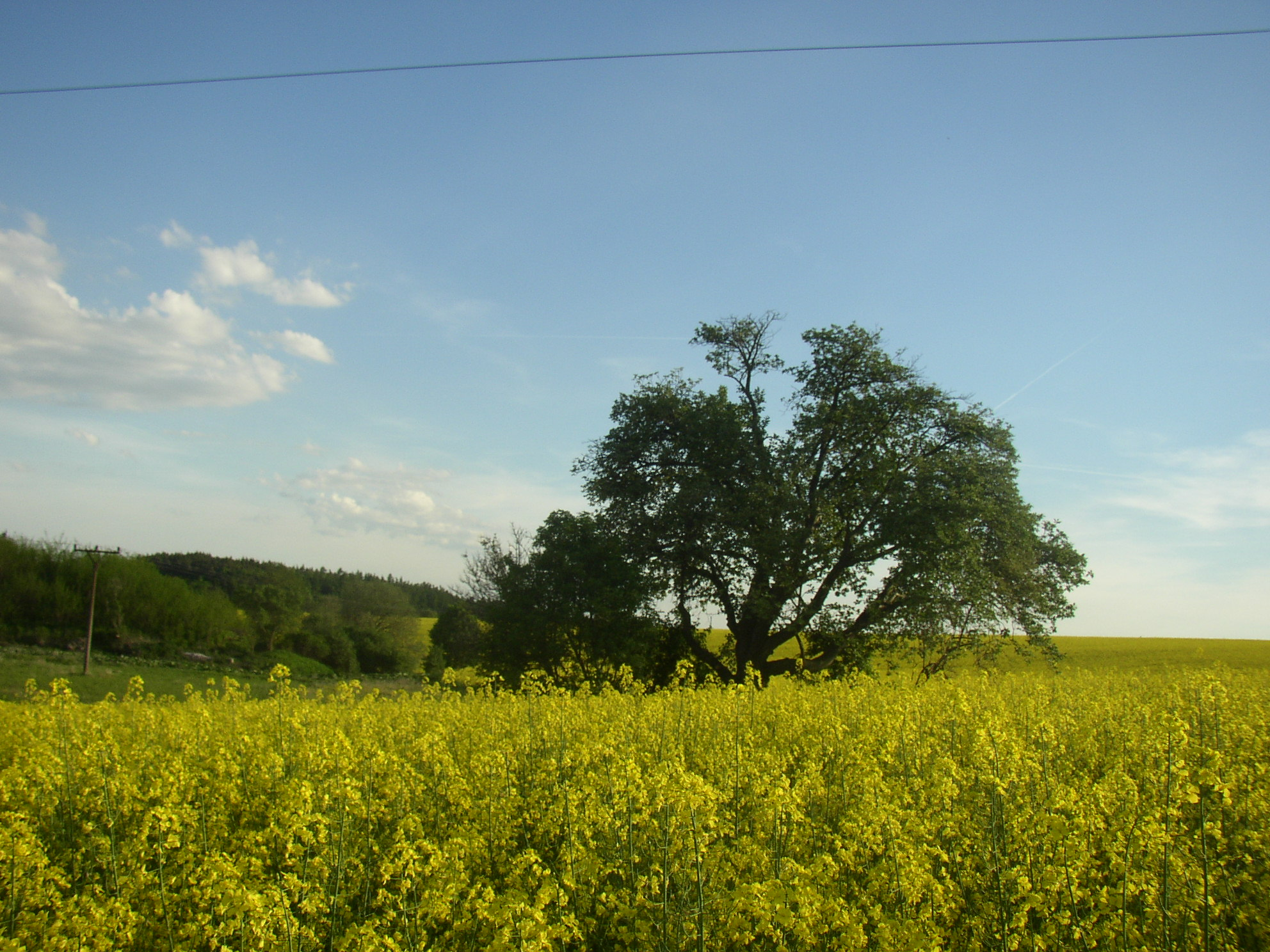
Muk „Na kocourku“

## Další fotografie

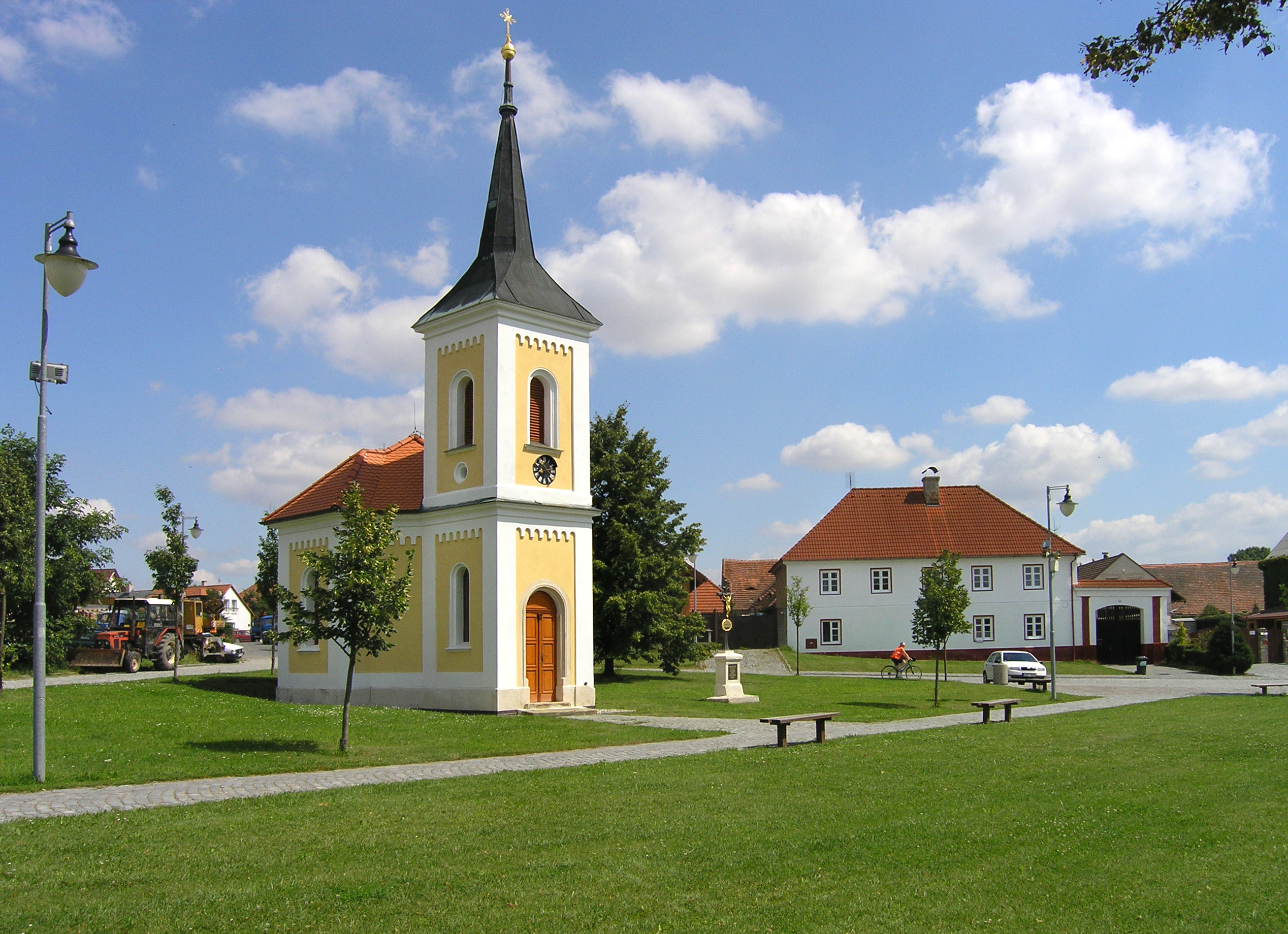
Náves s kaplí svatého Floriána
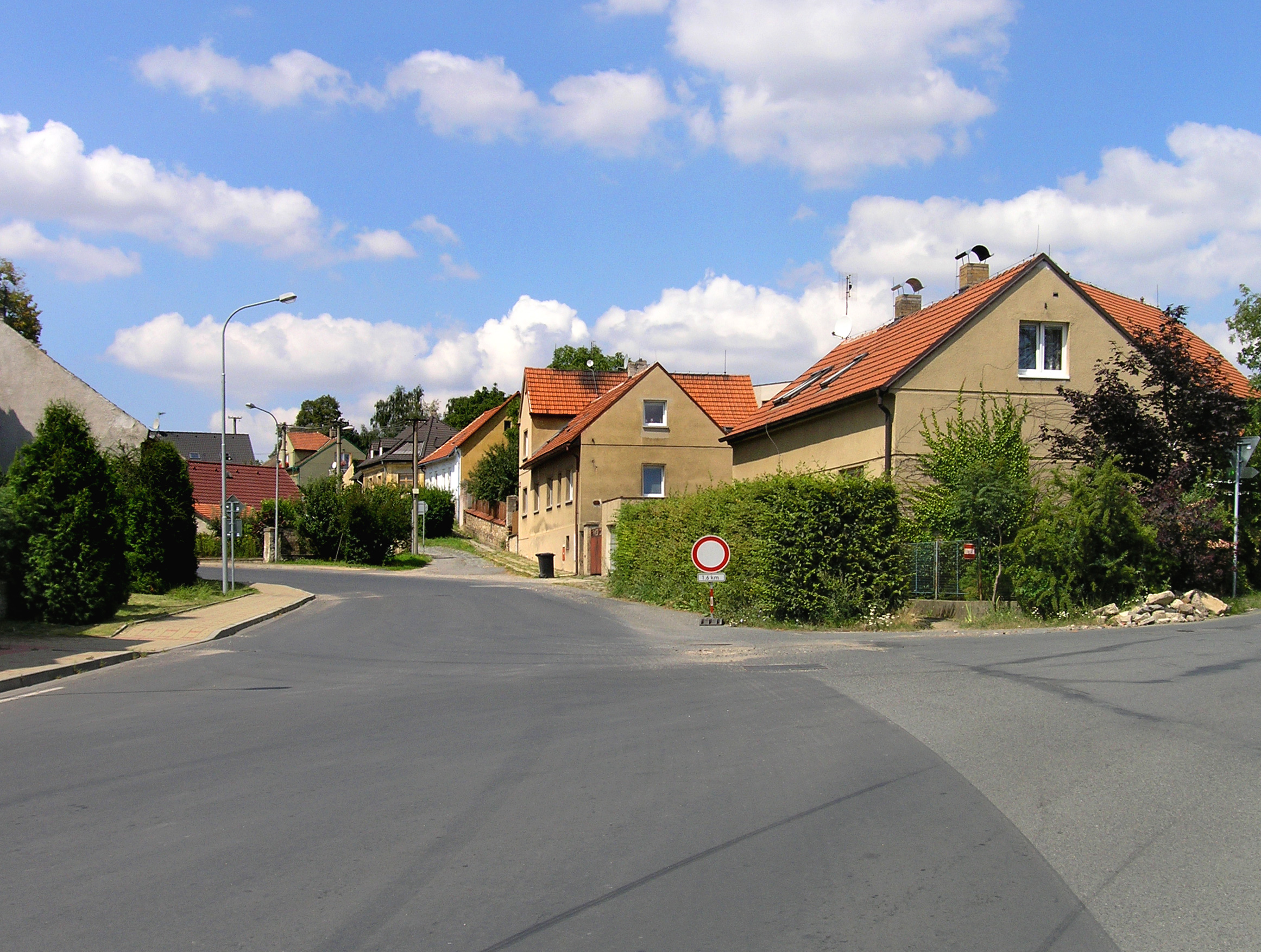
Severní část obce